# Samuel Wanjiru
Pour les articles homonymes, voir Wanjiru et Wanjiru.
Samuel Kamau Wanjiru, né le 10 novembre 1986 à Nyahururu et mort le 15 mai 2011, est un athlète kényan spécialiste des courses de fond, champion olympique du marathon en 2008. 

## Biographie

### Carrière sportive
Aux Jeux olympiques d'été de 2008, à Pékin, il remporte la médaille d'or du marathon en établissant un nouveau record olympique. Âgé de seulement 21 ans, il devient ainsi le plus jeune athlète à remporter l'épreuve du marathon depuis 1932 et le premier Kényan à gagner l'or olympique sur cette distance. 
Samuel Wanjiru est le plus jeune coureur à avoir été couronné dans quatre marathons majeurs (Pékin 2008, Londres 2009 et Chicago 2009, 2010).

### Décès
Wanjiru meurt le 15 mai 2011, à l'hôpital, des suites d'une chute du balcon de son appartement, au premier étage, dans la ville de Nyahururu. La police annonce qu'elle n'était pas certaine des causes de sa chute. Il avait eu de sérieuses disputes avec son épouse, et selon la police il pouvait s'agir d'un suicide, d'un accident survenu lors d'une dispute ou bien d'un meurtre. En février 2015, le médecin légiste du gouvernement kényan confirme qu'il s'agit bien d'un meurtre. Il aurait survécu à sa chute du balcon mais aurait été ensuite frappé sur la tête avec un "objet contondant", après avoir été surpris par son épouse en compagnie d'une autre femme.

## Palmarès

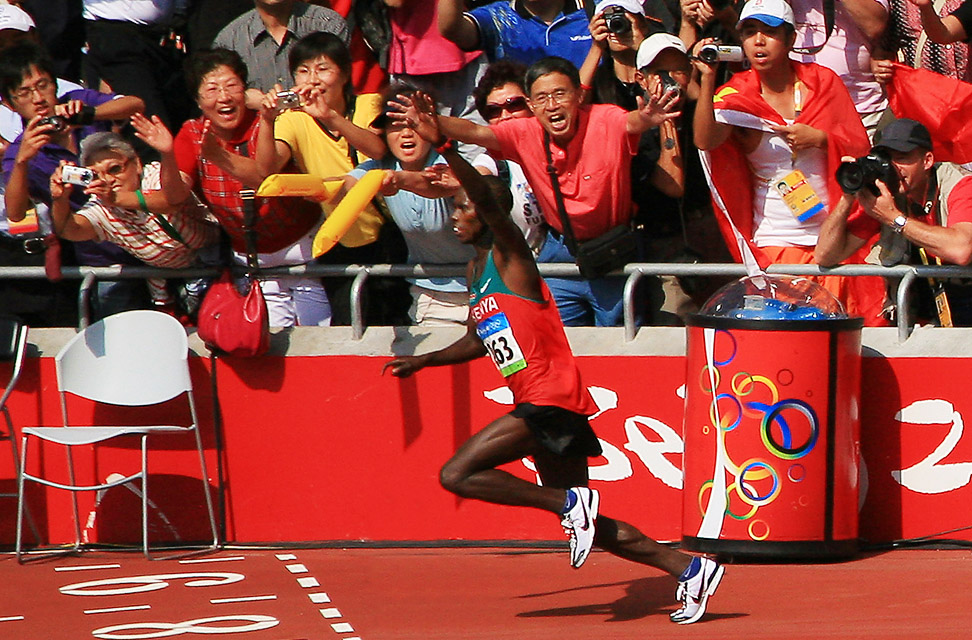
Samuel Wanjiru lors de sa victoire aux Jeux olympiques de 2008.

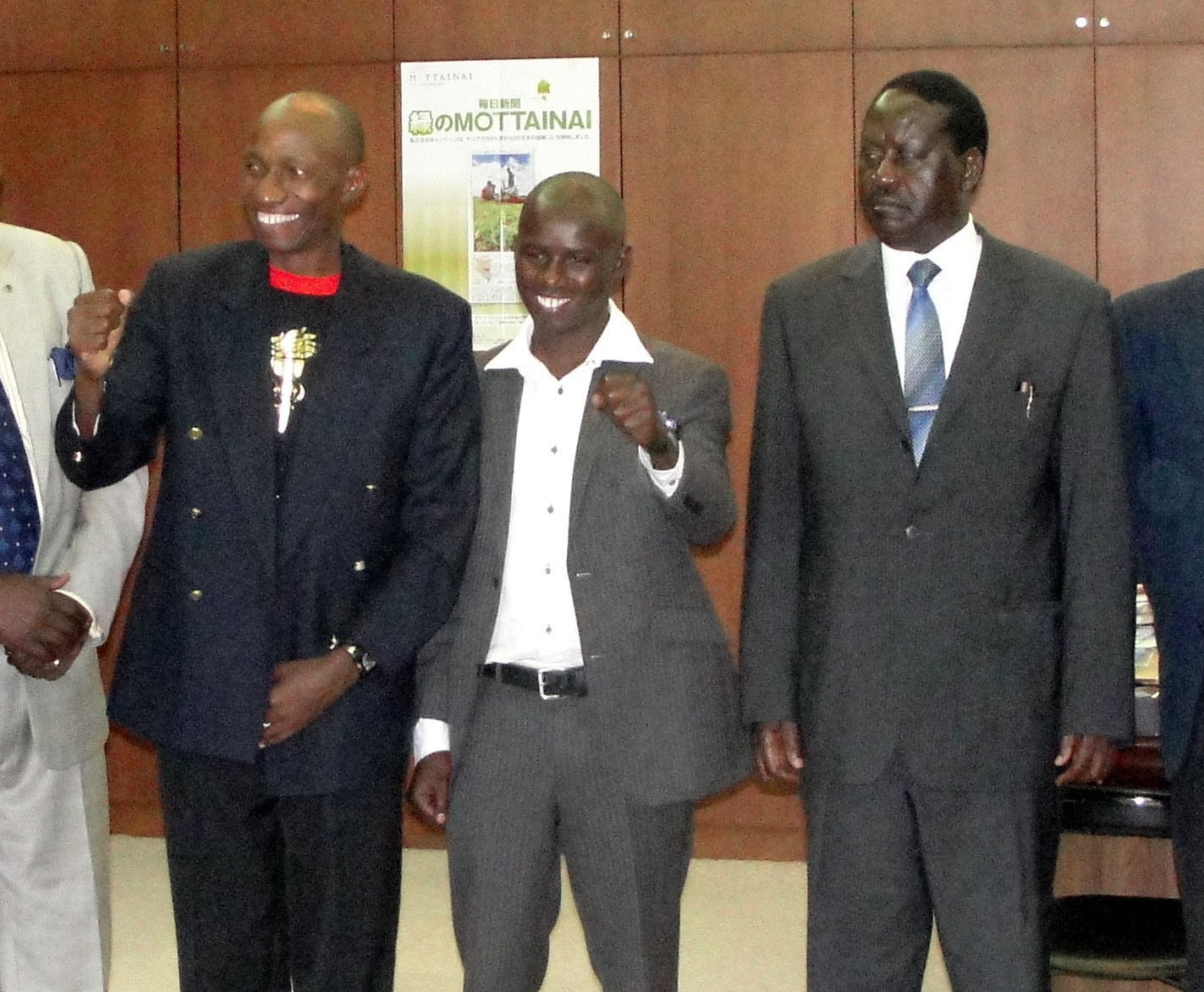
Douglas Wakiihuri (à gauche), Samuel Wanjiru (au centre) et Raila Odinga en mars 2011.

- Vainqueur du marathon des Jeux olympiques de 2008 à Pékin en 2 h 06 min 32 s (record olympique)
- Vainqueur du marathon de Fukuoka en 2007
- Second du marathon de Londres 2008
- Vainqueur du marathon de Londres 2009 en 2 h 05 min 10 s (ancien record de l'épreuve)
- Vainqueur du marathon de Chicago 2009 en 2 h 05 min 41 s
- Vainqueur du marathon de Chicago 2010 en 2 h 06 min 24 s

## Records
| Épreuve       | Temps           | Date          | Lieu      |
| ------------- | --------------- | ------------- | --------- |
| 5 000 m       | 13 min 12 s 40  | 29 avril 2005 | Hiroshima |
| 10 000 m      | 26 min 41 s 75  | 26 août 2005  | Bruxelles |
| 20 km         | 55 min 31       | 17 mars 2007  | La Haye   |
| Semi-marathon | 58 min 33       | 17 mars 2007  | La Haye   |
| Marathon      | 2 h 05 min 10 s | 26 avril 2009 | Londres   |

- Recordman du monde junior du 10 000 m en 26 min 41 s 75 lors du meeting de Bruxelles, le 26 août 2005[7]